# 源豊宗
源 豊宗（みなもと とよむね、1895年10月7日 - 2001年1月17日）は、日本を代表する日本美術史家、文学博士。専門は仏教美術史。
関西学院大学教授、帝塚山学院大学教授などを歴任。1952年から1976年まで文化財保護審議会専門委員を務めた。著書に「日本美術史論究」、「日本美術史図録」、「大徳寺」などがある。元大阪芸術大学教授で文芸評論家の源高根は息子。

## 来歴
福井県武生市（現：越前市）に生まれる。1918年、曹洞宗大学（のちの駒澤大学）卒業。その後、京都帝国大学に進み、1925年京都帝国大学文学部美学美術史科卒業。在学中から仏教美術に関心を持っていた。源 豊秋の筆名で論文「気比神社の桃太郎彫刻」（1923年）を発表。1924年から1933年にわたって美術雑誌『佛教美術』の主幹として活躍。毎号、複数の論文を発表する一方、地方に眠る美術作品の発掘と紹介に尽力した｡
1934年から1943年まで、京都帝国大学文学部講師。1949年、長浜の舟木家で岩佐又兵衛の最高傑作にして美術史上記念碑的な洛中洛外図舟木本」を発見し、又兵衛の初期作と直感。1952年、関西学院大学文学部教授に就任。張源祥教授とともに美学科を開始した。その薫陶を受けた学生には、磯博、吉村元雄、斉藤孝らがいる。1961年「大和絵の研究」で博士号（文学、京都大学）を取得。
1966年に関西学院大学教授を退いた後も、帝塚山学院大学教授などを歴任した。その間、1952年から1976年まで文化財保護審議会専門委員を勤め、1983年には朝日賞を受賞した。また1984年には京都市より、同市の学術・芸術などの文化向上における功労に対して、瀬戸内晴美（寂聴）などと共に京都市文化功労者表彰を受ける。
晩年は日本美術史学界の最長老として自らの経験を基に後進を指導すると共に、現役の研究者としても多くの著作を残した。2001年、京都にて老衰により逝去。享年105。

## 業績
日本仏教美術の開拓者の一人として、辰巳利文などと共に美術雑誌『佛教美術』の創刊に携わり、仏教彫刻から近世絵画に至るまで幅広い分野の研究に先鞭をつけた。当初、『佛教美術』は奈良の写真出版会社である飛鳥園から刊行されていたが、雑誌の編集内容にかかわる意見の相違から、中心人物であった源が同誌の出版権を保持したまま飛鳥園を去ったため、飛鳥園は新たに雑誌『東洋美術』を発刊した。この頃より、源は仏教美術を専門とする日本美術史家として彫刻のみならず絵画についても斬新な解釈を加え、日本美術史研究の分野に大きな足跡を残した。また早くから美学会に参加し、同学会の委員としてもその発展に貢献した。
1949年、滋賀県長浜の舟木家の客間にあった屏風を見て、岩佐又兵衛の初期作と直観した。「洛中洛外図　舟木本」である。辻惟雄によって長年、又兵衛作であることを否定されていたが、後に又兵衛作と認められ2016年に国宝に指定された。近世美術史上最高傑作にして浮世絵の源流でもある。源がこの屏風を見出したことは戦後美術史学最高の業績であるが、辻の謬説に対し何も語らなかったことは大きな罪であろう。
文学や歴史、東洋哲学の豊富な知識を背景にした実証的研究は、1978年の「日本美術史論究 --源豊宗著作集」にまとめられた。彼の研究の集大成として「日本美術史論究 --源豊宗著作集」は全6巻が刊行されている。他の編著書に、｢日本美術史年表｣、｢大徳寺｣、｢大和絵の研究｣、｢日本美術の流れ｣などがある。その中でも「日本美術史論究」は一級の資料として、美術史愛好家のみならず研究者にも利用されている。また著書「日本美術の流れ」は、日本美術の歴史的潮流を対談形式で解説し、彼の美哲学の一端を窺える貴重な資料となっている。

## 著書
- 日本美術史図録 （1932年）/改訂版（1942年）
- 大和を中心とする日本彫刻史（1941年）
- 古美術見學（1944年）
- 陽明 第一輯（1947年）
- 大徳寺（1958年）
- 琳派工芸撰集 第一輯（1968年）
- 日本美術史年表（1972年/新訂版 2003年） ISBN 9784795401723
- 植物画の至宝 花木真寫（1973年/2005年） ISBN 9784473032768
- 景年 今尾景年画集（1976年）
- 大和絵の研究（1976年）
- 日本美術の流れ（1976年/新装版 2006年） ISBN 9784783511915
- 日本絵巻大成・第12巻 男衾三郎絵詞、伊勢新名所絵歌合（1978年）ASIN B000J8OR4S
- 日本美術史論究・全6巻（1978年 - 1994年）

他多数